# Gety
Gety est une ville de la République démocratique du Congo, située dans le territoire d'Irumu, dans la province de l'Ituri. Elle est le siège du chef-lieu de la chefferie des Walendu Bindi ou Indru ou Lendu Sud.
Le nom Gety vient de Ingyeti, qui signifie « la cloche », traduction dans langue communautaire Ndruna de « Kinyeti », nom d'une montagne du Soudan du Sud.